# Соловйов Дмитро Гнатович
Дмитро́ Гна́тович Соловйо́в (1914 , Кілія, Ізмаїльський повіт, Бессарабська губернія, Російська імперія  — невідомо ) — український радянський діяч, заступник голови виконавчого комітету Кілійської міської ради депутатів трудящих Ізмаїльської області. Депутат Верховної Ради УРСР 1-го скликання (з січня 1941 року) від Ізмаїльської області.

## Біографія
Народився 1914 року в родині робітника-столяра Гната Соловйова в місті Кілія, тепер Одеська область, Україна. У вересні 1924 року батька розстріляла румунська влада за участь в Татарбунарському повстанні.
У 1924 році закінчив 4 класи початкової школи, а у 1927 році — 3 класи гімназії в місті Кілії. З 1927 року був учнем тесляра, з 1928 року — теслярем на будівництвах, столяром у місті Кілії.
З 1932 року належав до підпільної комсомольської організації в Бессарабії. За революційну діяльність переслідувався румунською владою. На початку травня 1932 року був заарештований таємною поліцією (сигуранцою), рік перебував в ув'язненні в Дофтанській та Кишинівській в'язницях.
З 1936 по 1938 рік служив у румунському війську в дисциплінарному полку на трудових роботах. Після демобілізації працював столяром кустарних майстерень у місті Кілії. У 1939–1940 роках — тесляр на будівництві елеватора в Кілії.
З червня 1940 по липень 1941 року — заступник голови виконавчого комітету Кілійської міської ради депутатів трудящих Ізмаїльської області.
Під час німецько-радянської війни перебував у евакуації. У вересні — жовтні 1941 року працював модельником Старокраматорського машинобудівного заводу імені Орджонікідзе. У жовтні 1941 року разом із заводом був евакуйований до міста Іркутська. У грудні 1941 — грудні 1943 року — модельник модельного цеху Іркутського заводу імені Куйбишева.
З грудня 1943 по серпень 1944 року — в розпорядженні Ізмаїльського обласного комітету КП(б)У.
З 26 серпня 1944 року — голова виконавчого комітету Кілійської міської ради депутатів трудящих Ізмаїльської області.
Член ВКП(б) з 1945 року.